# Ariel Behar
Ariel Behar (12 de noviembre de 1989, Montevideo) es un tenista profesional uruguayo.

## Carrera
Su ranking ATP más alto en dobles fue n.º 35 (mayo de 2024). 
Hasta el momento ha obtenido 3 títulos en el ATP250 tour, en Marbella, Delray Beach y Serbia Open, y cuatro finales en el Serbia Open, Argentina Open,  Stuttgart y Adelaide International.
Hasta el momento ha obtenido 20 títulos de la categoría ATP Challenger Series, en la modalidad de dobles.
En 2011 formó parte del equipo uruguayo en los Juegos Panamericanos 2011 en Guadalajara . También se unió a Uruguay en los Juegos Sudamericanos 2014 en Chile . También participó con el equipo uruguayo en los Juegos Panamericanos de 2015 en Toronto.
En 2017 logró obtener el título en el Challenger de Buenos Aires, también fue semifinalista del Estoril Open, un torneo ATP 250. 
Disputó el cuadro clasificatorio del Campeonato de Wimbledon 2017 en la modalidad de dobles siendo su primera aparición en un Grand Slam con Aliaksandr Bury como pareja. En la primera ronda vencieron a los británicos Luke Bambridge y Lloyd Glasspool y fueron derrotados en la segunda ronda clasificatoria por la pareja Cheng-peng Hsieh y Max Schnur, pero aun así lograron clasificar a la primera ronda del torneo como perdedor afortunado, donde fueron derrotados por Marcelo Demoliner y Marcus Daniell.
En 2018 logró los títulos de los challengers de Punta del Este, Marbella y Vicenza.
Recientemente Ariel ha marcado tendencia en repetidas ocasiones por su revolucionaria indumentaria que lo hacen inconfundible en las canchas. Sus looks son diseñados por la marca Lala Sportswear.

### Copa Davis
Desde el año 2009 es participante del Equipo de Copa Davis de Uruguay. Tiene en esta competición un récord total de partidos ganados/perdidos de 3/10 (1/5 en individuales y 2/5 en dobles).

## Títulos ATP (3; 0+3)

### Dobles (3)
| Leyenda                         |
| Grand Slam (0)                  |
| ATP Wourld Tour Finals (0)      |
| ATP World Tour Masters 1000 (0) |
| ATP World Tour 500 (0)          |
| ATP World Tour 250 (3)          |

| N.º | Fecha               | Torneo       | Superficie    | Pareja          | Oponentes en la final            | Resultado              |
| --- | ------------------- | ------------ | ------------- | --------------- | -------------------------------- | ---------------------- |
| 1.  | 13 de enero de 2021 | Delray Beach | Dura          | Gonzalo Escobar | Christian Harrison Ryan Harrison | 6-7(5), 7-6(4), [10-4] |
| 2.  | 11 de abril de 2021 | Marbella     | Tierra batida | Gonzalo Escobar | Tomislav Brkić Nikola Čačić      | 6-2, 6-4               |
| 3.  | 23 de abril de 2022 | Belgrado     | Tierra batida | Gonzalo Escobar | Nikola Mektić Mate Pavić         | 6-2, 3-6, [10-7]       |
| 4.  | 4 de mayo de 2025   | Estoril      | Tierra batida | Joran Vliegen   | Francisco Cabral Lucas Miedler   | 7-5, 6-3               |

#### Finalista (12)
| N.º | Fecha                 | Torneo       | Superficie    | Pareja             | Oponentes en la final               | Resultado              |
| --- | --------------------- | ------------ | ------------- | ------------------ | ----------------------------------- | ---------------------- |
| 1.  | 7 de marzo de 2021    | Buenos Aires | Tierra batida | Gonzalo Escobar    | Tomislav Brkić Nikola Čačić         | 3-6, 5-7               |
| 2.  | 24 de abril de 2021   | Belgrado I   | Tierra batida | Gonzalo Escobar    | Ivan Sabanov Matej Sabanov          | 3-6, 6-7(5)            |
| 3.  | 13 de junio de 2021   | Stuttgart    | Hierba        | Gonzalo Escobar    | Marcelo Demoliner Santiago González | 6-4, 3-6, [8-10]       |
| 4.  | 15 de enero de 2022   | Adelaida II  | Dura          | Gonzalo Escobar    | Neal Skupski Wesley Koolhof         | 6-7(5), 4-6            |
| 5.  | 25 de junio de 2022   | Mallorca     | Hierba        | Gonzalo Escobar    | Rafael Matos David Vega Hernández   | 6-7(5), 7-6(6), [1-10] |
| 6.  | 19 de febrero de 2023 | Buenos Aires | Tierra batida | Nicolás Barrientos | Simone Bolelli Fabio Fognini        | 2-6, 4-6               |
| 7.  | 22 de octubre de 2023 | Amberes      | Dura (i)      | Adam Pavlásek      | Petros Tsitsipas Stefanos Tsitsipas | 7-6(5), 4-6, [8-10]    |
| 8.  | 4 de mayo de 2024     | Madrid       | Tierra batida | Adam Pavlásek      | Sebastian Korda Jordan Thompson     | 3-6, 6-7(7)            |
| 9.  | 1 de octubre de 2024  | Tokio        | Dura          | Robert Galloway    | Julian Cash Lloyd Glasspool         | 4-6, 6-4, [10-12]      |
| 10. | 9 de febrero de 2025  | Dallas       | Dura (i)      | Robert Galloway    | Christian Harrison Evan King        | 6-7(4), 6-7(4)         |
| 11. | 24 de mayo de 2025    | Ginebra      | Tierra batida | Joran Vliegen      | Sadio Doumbia Fabien Reboul         | 7-6(4), 4-6, [9-11]    |
| 12. | 27 de junio de 2025   | Eastbourne   | Hierba        | Joran Vliegen      | Julian Cash Lloyd Glasspool         | 4-6, 6-7(5)            |

## ATP Challenger Tour
| N.º | Fecha      | Torneo                       | Superficie    | Compañero            | Oponentes en la final                     | Resultado           |
| --- | ---------- | ---------------------------- | ------------- | -------------------- | ----------------------------------------- | ------------------- |
| 1.  | 29.01.2012 | Challenger de Bucaramanga    | Tierra batida | Horacio Zeballos     | Miguel Ángel López Paolo Lorenzi          | 6-4, 7-6(5)         |
| 2.  | 14.06.2014 | Challenger de Košice         | Tierra batida | Facundo Argüello     | Andriej Kapaś Blazej Koniusz              | 6-4, 7-6(4)         |
| 3.  | 26.07.2015 | Challenger de Scheveningen   | Tierra batida | Eduardo Dischinger   | Aslan Karatsev Andréi Kuznetsov           | w/o                 |
| 4   | 14.02.2016 | Challenger de Santo Domingo  | Tierra batida | Giovanni Lapentti    | Jonathan Eysseric Franko Škugor           | 7-5, 6-4            |
| 5.  | 18.06.2016 | Challenger de Poprad         | Tierra batida | Andréi Golúbev       | Lukáš Dlouhý Andrej Martin                | 6-2, 5-7, [10-5]    |
| 6.  | 05.11.2016 | Challenger de Guayaquil      | Tierra batida | Fabiano de Paula     | Marcelo Arévalo Sergio Galdós             | 6-2, 6-4            |
| 7.  | 15.10.2017 | Challenger de Buenos Aires   | Tierra batida | Fabiano de Paula     | Máximo González Fabrício Neis             | 7-6(3), 5-7, [10-8] |
| 8.  | 03.03.2018 | Challenger de Punta del Este | Tierra batida | Facundo Bagnis       | Simone Bolelli Alessandro Giannessi       | 6-2, 7-6(7)         |
| 9.  | 31.03.2018 | Challenger de Marbella       | Tierra batida | Guido Andreozzi      | Martin Kližan Jozef Kovalík               | 6-3, 6-4            |
| 10. | 2.05.2018  | Challenger de Vicenza        | Tierra batida | Enrrique López Pérez | Facundo Bagnis Fabrício Neis              | 6-2, 6-4            |
| 11  | 29.08.2018 | Challenger de Manacor        | Tierra batida | Enrrique López Pérez | Daniel Evans Gerard Granollers            | w/o                 |
| 12  | 25.05.2019 | Challenger Jerusalem         | Tierra batida | Gonzalo Escobar      | Evan King Julian Oclepp                   | 6-4, 7-6            |
| 13  | 27.06.2019 | Challenger de Praga          | Tierra batida | Gonzalo Escobar      | Andrei Golubew Oleksandr Nedowjessow      | 6-7(4), 7-5, [10-8] |
| 14  | 08.09.2019 | Challenger de Génova         | Tierra batida | Gonzalo Escobar      | Andreś Molteni Guido Andreozzi            | 3-6, 6-4, [10-3]    |
| 15  | 13.10.2019 | Challenger de Santo Domingo  | Tierra batida | Gonzalo Escobar      | Luis David Martínez Orlando Luz           | 7-6, 6-4, [12-10]   |
| 16  | 26.10.2019 | Challenger de Lima           | Tierra batida | Gonzalo Escobar      | Luis David Martínez Felipe Meligeni Alves | 6-2, 2-6, [10-3]    |
| 17  | 02.11.2019 | Challenger de Guayaquil      | Tierra batida | Gonzalo Escobar      | Pedro Sakamoto Thiago Seyboth Wild        | 7-6(4), 7-6(5)      |
| 18  | 01.02.2020 | Challenger de Newport Beach  | Tierra batida | Gonzalo Escobar      | Antonio Šančić Tristan-Samuel Weissborn   | 6-2, 6-4            |
| 19  | 22.08.2020 | Challenger Todi              | Tierra batida | Andrei Golubew       | Hugo Gaston Elliot Benchetrit             | 6-4, 6-2            |
| 20  | 25.10.2020 | Challenger de Estambul       | Pista dura    | Gonzalo Escobar      | Nathaniel Lammons R. Galloway             | 4-6, 6-3, [10-7]    |
| 21  | 13.05.2023 | Challenger de Francavilla    | Tierra batida | Nicolas Barrientos   | Sander Arends PetrosTsitsipas             | 7-6, 3-6, [10-6]    |
| 22  | 9.06.2023  | Challenger de Prostějov      | Tierra batida | Adam Pavlásek        | Marco Bortolotti Sergio Gornes            | 7-5, 6-4            |
| 23  | 16.06.2023 | Challenger de Bratislava     | Tierra batida | Adam Pavlásek        | T Sandkaulen Neil Oberleitner             | 6-4, 6-4            |
| 24  | 18.05.2025 | Challenger de Turin          | Tierra batida | Joran Vliegen        | Robin Haase Hendrik Jebens                | 6-2, 6-4            |

##### Futures
| N.º | Fecha      | Torneo                                                          | Superficie    | Pareja          | Oponentes en la final                | Resultado           |
| --- | ---------- | --------------------------------------------------------------- | ------------- | --------------- | ------------------------------------ | ------------------- |
| 1.  | 05.01.2011 | Brasil F2                                                       | Tierra batida | Matteo Volante  | José Benítez Daniel López            | 6-3, 6-2            |
| 2.  | 08.08.2011 | Ecuador F5                                                      | Dura          | Guido Andreozzi | Alejandro González Felipe Mantilla   | 7-6(7), 4-6, [10-8] |
| 3.  | 20.08.2012 | Colombia F2                                                     | Tierra batida | Duilio Beretta  | Nicolás Barrientos Michael Quinteros | 7-6(7), 4-6, [10-6] |
| 4.  | 02.08.2015 | Bélgica F8 Archivado el 5 de agosto de 2015 en Wayback Machine. | Dura          | Sander Arends   | Sander Gille Joran Vliegen           | 6-7(1), 6-4, [10-7] |

### Gran Slam (dobles)
| Tournament             | 2016 | 2017 | 2018 | 2019 | 2020 | 2021 | 2022 | 2023 | 2024 | 2025 | G–P   | Porcentaje |
| ---------------------- | ---- | ---- | ---- | ---- | ---- | ---- | ---- | ---- | ---- | ---- | ----- | ---------- |
| Torneos Grand Slam     |      |      |      |      |      |      |      |      |      |      |       |            |
| Abierto de Australia   | --   | --   | --   | --   | 1R   | 1R   | 3R   | 2R   | CF   | 3R   | 8-7   | 53%        |
| Roland Garros          | --   | --   | --   | --   | 1R   | 1R   | 2R   | 2R   | 1R   | 1R   | 2-6   | 40%        |
| Wimbledon              | Q2   | 1R   | Q2   | --   | --   | 3R   | 1R   | CF   | 1R   |      | 5-4   | 55%        |
| Abierto de los EE. UU. | --   | --   | --   | --   | --   | 1R   | 3R   | 2R   | 1R   |      | 3-4   | 43%        |
| Total                  | 0    | 0    | 0    | --   | 0    | 0    | 0    |      |      |      | 13-15 |            |

### Gran Slam (dobles mixto)
| Tournament             | 2021 | 2022 | 2023 | G–P | Porcentaje |
| ---------------------- | ---- | ---- | ---- | --- | ---------- |
| Torneos Grand Slam     |      |      |      |     |            |
| Abierto de Australia   | --   | --   | 2R   | 1-1 | 50%        |
| Roland Garros          | --   | 1R   |      | 0-1 | 0%         |
| Wimbledon              | 1R   | 1R   |      | 0-2 | 0%         |
| Abierto de los EE. UU. |      |      | --   | --  | 0%         |
| Total                  | 0    |      | 0    | 0-1 | 0%         |